# USS Passaic (1862)
USS Passaic – amerykański jednowieżowy monitor typu Passaic. Brał udział w walkach wojny secesyjnej.

## Historia
Zwodowano go 3 sierpnia 1862 w stoczni Continental Iron Works w Nowym Jorku. Wszedł do służby 25 listopada 1863, pierwszym dowódcą został komandor porucznik Persival Drayton.
Przydzielony do North Atlantic Blockading Squadron. 6 grudnia 1863 podczas remontu okręt wizytował prezydent Stanów Zjednoczonych Abraham Lincoln. Przez kolejne lata służby okręt był kilkakrotnie wycofywany i ponownie wcielany do służby. W końcowym okresie służby służył głównie jako jednostka szkolna i pomocnicza. Okręt został ostatecznie wycofany ze służby 11 września 1898 w stoczni Philadelphia Naval Shipyard. Sprzedany 10 października 1899 Frankowi Samuelsowi. 

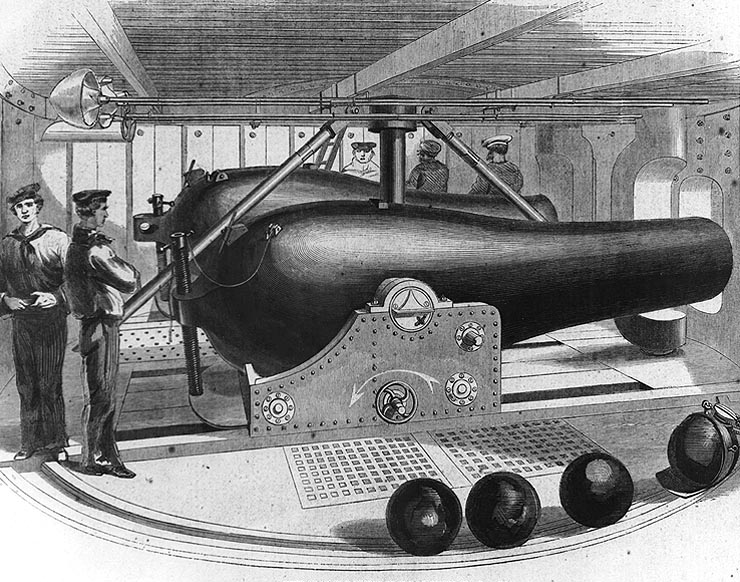
Wnętrze wieży „Passaic”